# Guñelve

El guñelve

El guñelve (del mapudungún Wüṉyelfe o Wünelfe, el lucero del alba o el planeta Venus) es un símbolo de la iconografía mapuche que puede ser descrito o como una forma especial de octagrama o estrella de ocho puntas, similar a la estrella tartésica, o como una cruz foliada —es decir, una cruz cuyos extremos se dividen para formar dos nuevas puntas—, similar a la cruz de Malta.
La figura representa al lucero de la mañana, que en mapudungun recibe el nombre de Wüṉyelfe, 'portador del amanecer'. En algunas ocasiones, ha sido tomado por una representación de la flor del canelo, el árbol sagrado del pueblo mapuche.

## Representación
El Wünelfe o guñelve aparece dibujado en algunos cultrunes de forma opuesta al Sol (Antu) y la Luna (Kuyén), dentro de un diseño circular que representa la cosmovisión mapuche.
También ha sido descrito como parte de dos banderas que las huestes mapuches habrían utilizado en la Guerra de Arauco, aunque no hay certeza sobre la antigüedad de ellas:
- Según una crónica de 1839, la primera de ellas estaba compuesta por un blanco guñelve sobre fondo azul,[1] similar al cantón de la actual bandera chilena, y habría sido utilizada por tropas mapuches a comienzos del siglo XVIII.
- La segunda de ellas aparece siendo ondeada por el cacique Lautaro (h. 1534-1557) en su representación artística más conocida, El joven Lautaro (1946), creada por fray Pedro Subercaseaux;[2] tenía una blanca estrella de ocho puntas centrada en una cruz o estrella escalonada azul orlada de blanco sobre un fondo rojo.[3]

Esta estrella blanca fue agregada en el cantón de la actual bandera chilena. Según Bernardo O'Higgins —gobernante cuando el pabellón fue adoptado en 1817 e integrante de la Logia Lautaro—, el pentagrama era la «estrella de Arauco» con diseño masónico. En los diseños originales de esta se incluía un asterisco de ocho puntas inserto en el centro de la estrella, símbolo del guñelve, representando la combinación de las tradiciones europea e indígena. Después el diseño se simplificó quedando únicamente la estrella principal.

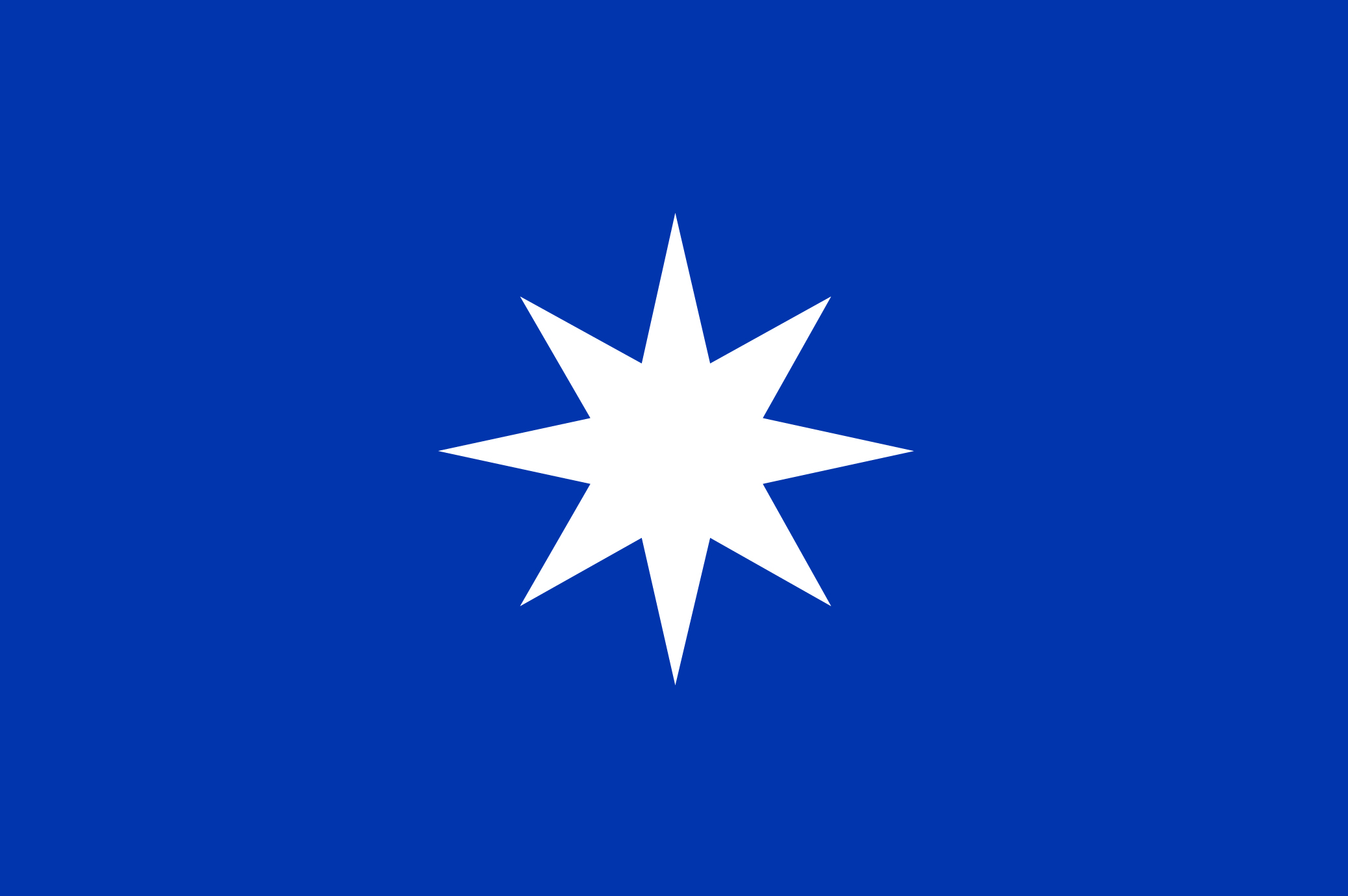
Bandera posiblemente utilizada por tropas mapuches en el siglo XVIII
Reproducción del diseño original de la bandera
Bandera de Chile

## En la cultura popular
La representación gráfica del guñelve no solo se restringe al uso ancestral del pueblo mapuche o a la inspiración para los próceres de Chile; en la Copa América 2015 que se realizó en dicho país, los diseñadores eligieron como logo del torneo la estrella de cinco puntas de la bandera de Chile y el guñelve en el centro de un balón.
En 1994, se encontraron en Mariscadero, Región del Maule, restos fósiles de un reptil marino que vivió hace 65 millones de años y que fue contemporáneo a los dinosaurios , el que fue posteriormente descrito como una nueva especie, bautizada como Wunyelfia maulensis.